# Îles Crowlin
Les îles Crowlin, en anglais Crowlin Islands, en gaélique écossais Na h-Eileanan Cròlainneach , est un groupe de trois petites îles inhabitées du Royaume-Uni situées en Écosse. Appartenant à l'archipel des Hébrides intérieures, elles s'étendent entre l'île de Skye et la péninsule d'Applecross de l'île de Grande-Bretagne.
Ces îles sont :
- Eilean Mòr
- Eilean Meadhonach
- Eilean Beag

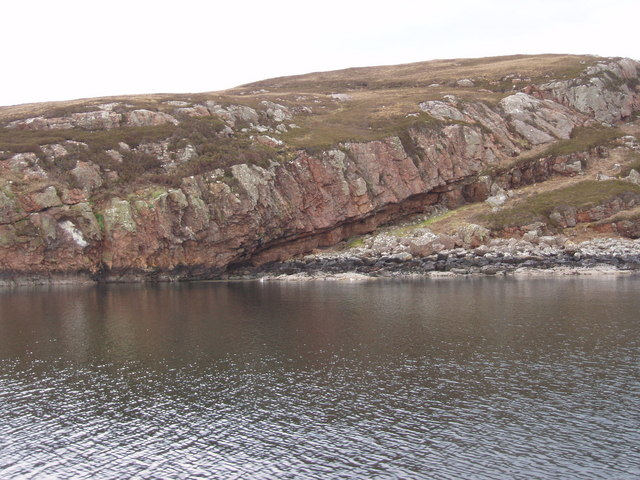
Eilean Mòr.

Bien que des fouilles sur Eilean Mòr aient révélé les traces d'un peuplement humain à l'époque du Mésolithique, ces îles sont inhabitées depuis les années 1920.
Entre 1810 et 1920, Eilean Mòr a accueilli plusieurs familles expulsée d'Applecross, mais ne souhaitant pas émigrer. Grâce à un accord avec la famille propriétaire de l'île, elles furent autorisées à s'y établir et vécurent de pêche et d'agriculture. 